# Kacsacsőrű emlős
A kacsacsőrű emlős (Ornithorhynchus anatinus) az emlősök (Mammalia) osztályának a kloákások (Monotremata) rendjébe és a kacsacsőrű emlősök (Ornithorhynchidae) családjába tartozó egyetlen élő faj. Kelet-Ausztráliában élő, részleges vízi életmódot folytató, különös megjelenésű tojásrakó emlős.

## Felfedezése

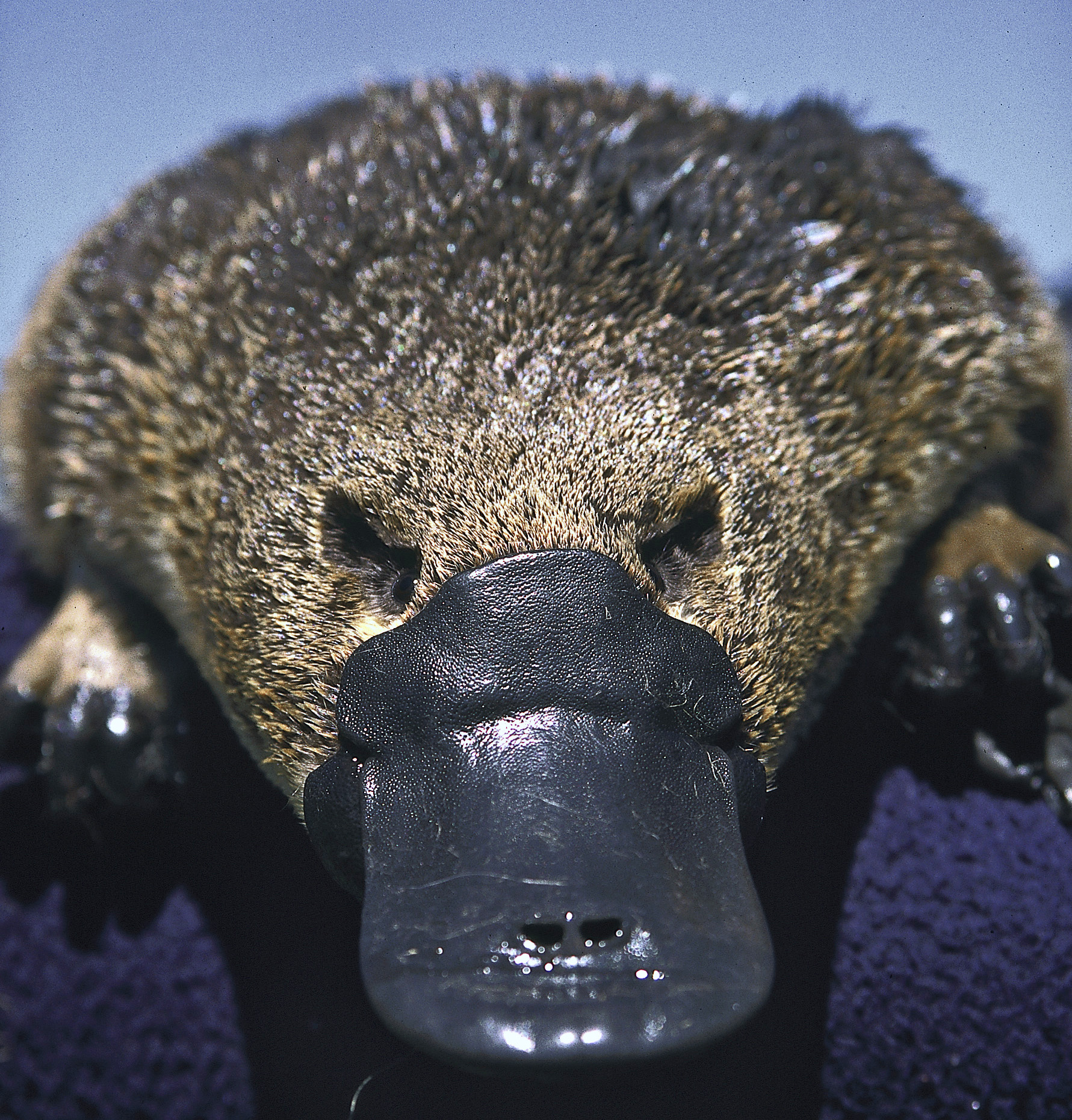
Széles és lapos szájszerve a kacsa csőrére hasonlít

A 18. század második felére a földrajzi felfedezések egyik fő célpontjává egyre inkább a „Terra Australis Incognita”, vagyis az „Ismeretlen Déli Földrész” vált. A korabeli felfedezők és a tudományos közvélemény ezt a mai Ausztráliában vélte megtalálni. Az első európai utazókat nagyon meglepte a földrész különös állatvilága, főleg az erszényesek és a kengurufélék. Még inkább meglepte az európai természettudósokat a tojásrakó emlősök, leginkább a különös kinézetű kacsacsőrű emlős felfedezése.
Amikor az első példány 1798-ban Angliába került (több hónapos tengeri út után), sok tudós egyszerűen ügyes hamisítványnak tartotta a maradványokat, amiket mintha egy hód farkából, egy vidra törzséből és egy kacsaféle csőréből fabrikáltak volna össze. További, jobban tartósított példányok láttán azonban el kellett fogadniuk, hogy a természet ilyen teremtményeket is képes „produkálni”. További meglepetéseket okoztak azok az aranyásók, akik beszámoltak róla, hogy a nőstények tojásokat raknak. E hihetetlennek látszó tulajdonságai miatt első tudományos neve az Ornithorhynchus paradoxus ('furcsa madárcsőrű') volt, amely néhány nyelvben a mai napig így él. Pl. a horvát nyelvben is čudnovati kljunaš-nak hívják, ami annyit tesz: furcsa csőrös.

## Testfelépítése
A kacsacsőrű emlős körülbelül 50 centiméter hosszú állat, farka 18 cm hosszú. Áramvonalas testalkata a hódéra emlékeztet, ám széles és lapos szájszerve („csőre”) a kacsáéra hasonlít (viszont nem szaruból, hanem kemény bőrből van, és ennek megfelelően érzékenyebb). Fogai sincsenek (csak az újszülötteknek). Testtömege 700 és 2400 g között változik: a hímek nagyobbak, mint a nőstények.
A hímek hátsó lábaikon „sarkantyúkat” (avagy „fullánkokat”) viselnek, és azokhoz méregmirigy csatlakozik: a sarkantyúkat vetélkedéseikben használják. A méreg nem nagyon veszélyes, de rendkívüli fájdalmat okoz, amit a fájdalomcsillapítók (közéjük értve a morfiumot is) sem mérsékelnek. Valószínűsítik, hogy a kacsacsőrű emlős mérge közvetlenül a fájdalomreceptorokra hat.
A részlegesen vízi életmód eredményeként ujjai között úszóhártya alakult ki. A vízben főleg lapos, a hódokéra emlékeztető farkával hajtja magát.
A kacsacsőrű emlős úszás közben nem csak a szemét csukja be, de orrlyukait és fülét is szorosan bezárja, miközben csőrét oldalirányban ide-oda ingatja (ezt szakkád mozgásnak nevezik). Csőrének mindkét felületén körülbelül negyven-negyvenezer, vízszintes sorokba rendezett elektromos érzékelő és további harmincezer nyomásérzékelő pálcika található. A két sejtfajta az ember látókérgére emlékeztető módon rétegződik a csőr felületén, és az agy tevékenységének jelentős részét az ezektől kapott információk feldolgozása köti le. Úgy tűnik, a kétféle adat együttes feldolgozásával a kacsacsőrű emlős egyfajta „víz alatti térlátásra” tesz szert. Az elektromos érzékelők felfogják az egészen kis állatok egészen kis izommozgásai keltette jeleket is, a nyomásérzékelők pedig a vízben álló, lebegő, illetve mozgó dolgokról visszaverődő (illetve általuk keltett) hullámokat észlelik. A kétféle információ együttes feldolgozása (figyelembe véve a két jel sebességkülönbségét) lényegesen jobb képalkotást tesz lehetővé a zavaros vízben, mint a látás. Az érzékelő pórusok módosult nyálkamirigyek.
Hasonló elektromos érzékelést fejlesztett ki az ugyancsak zavaros édesvízben halászó lapátorrú tok (Polyodon spathula).

## Életmódja
A Nagy-Vízválasztó-hegység és Tasmania buja növényzetű folyópartjain él rejtett odúkban. Ezeket a vízfolyások partoldalába ássa, a bejáratuk a hódokétól eltérően a víz szintje fölött van. A kacsacsőrű emlős a víz alól gyűjti táplálékát – rákokat, vízi rovarokat, kisebb halakat. Kitűnően úszik; élete nagy részét a vízben tölti.

## Szaporodása

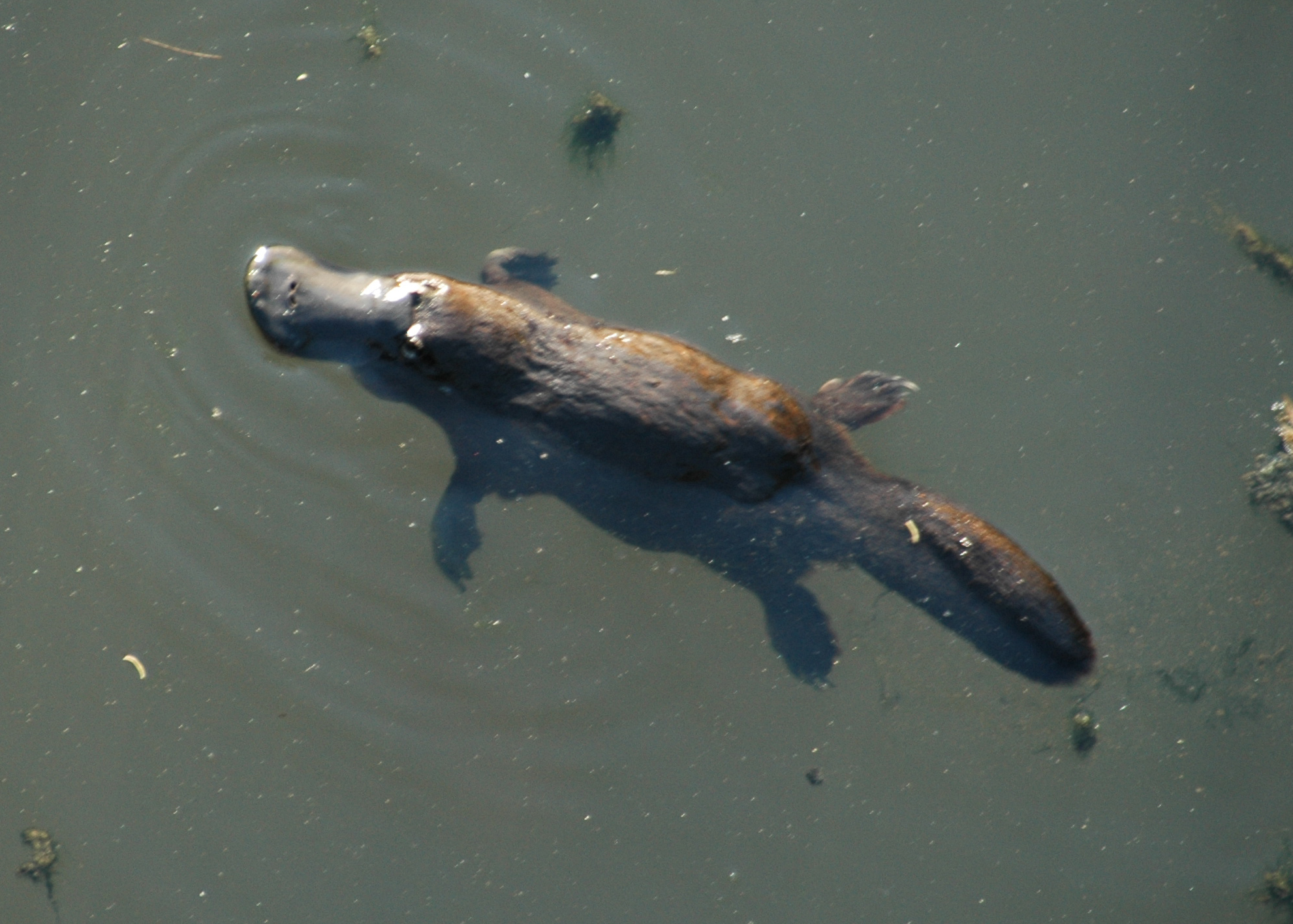

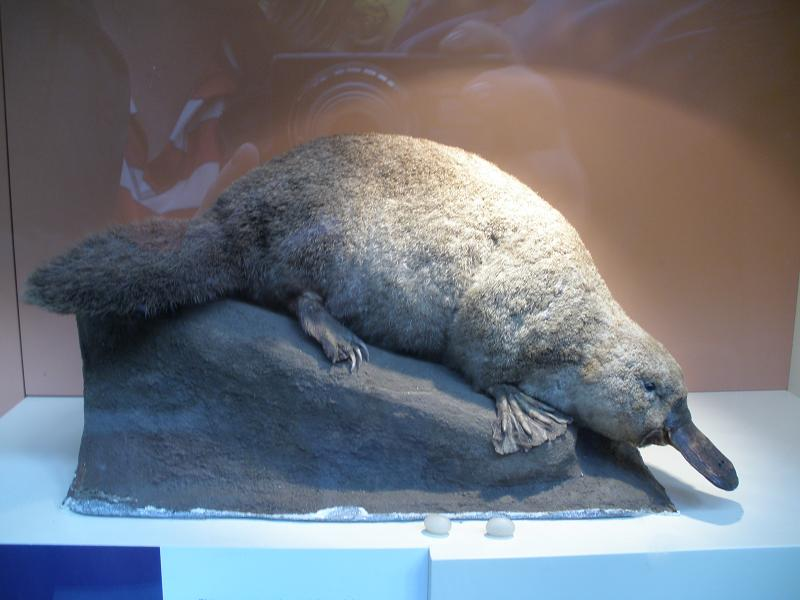
Kitömött kacsacsőrű emlős a londoni Természettudományi Múzeumban

Párosodás után a nőstények hosszabb üreget vájnak, és ebben rakják le, majd költik ki tojásaikat (egyszerre 2-3 tojást rak). A tojások gömb alakúak, fehérek, lágy héjúak (mint a hüllőké) és körülbelül 11 milliméter átmérőjűek. A nőstények testükkel melengetik a tojásokat, amíg ki nem kelnek a teljesen fejletlen kicsinyek, amelyek az erszényesek újszülötteihez hasonlóan vakok és csupaszok. A kicsinyeket a nőstények az anyatejükkel táplálják, ám a tej nem az emlőbimbóikból jön (az nincs nekik), hanem a hasi bőr alól szivárog, mint az izzadtság. A nőstény 3-4 hónapig gondozza kicsinyeit, és ha vadászni megy, betemeti a fészek bejáratát. A hímek nem vesznek részt az utódok gondozásában.

## Kialakulásuk
Meglehetősen keveset tudunk arról, hogyan alakultak ki a tojásrakó emlősök ősei. Fosszíliák alapján úgy tűnik, hogy az emlősök ezen csoportja a mezozoikum során jelent meg.
Ausztrália különleges, ősi jellegű fajokból álló állatvilága azért maradhatott fenn, mert a kontinens a mezozoikum vége óta elkülönült a többi földrésztől. Ausztrália egykor a Nagy Déli Kontinens (Gondwana) részét alkotta, amelyhez a mai Új-Guinea, India, Antarktisz, Afrika és Dél-Amerika is tartozott. Jelenleg ősi jellegű emlősök Ausztrálián kívül Észak- és Dél-Amerikában találhatók: más földrészeken vagy az éghajlat vált zorddá (Antarktisz), vagy a méhlepényes emlősök szorították ki az ősi jellegű emlősöket.